# Belphégor, le fantôme du Louvre
Pour les articles homonymes, voir Belphégor.
Ne doit pas être confondu avec la série télévisée du même nom.
Pour plus de détails, voir Fiche technique et Distribution.
Belphégor, le fantôme du Louvre est un film fantastique français, sorti en salles en 2001, réalisé par Jean-Paul Salomé. Il s'inspire librement du roman policier Belphégor d'Arthur Bernède.

## Synopsis
En 1935, l'égyptologue Pierre Desfontaines découvre un mystérieux sarcophage qu'il ramène à Paris. Pendant la traversée, il commence à souffrir d'hallucinations à cause d'un mystérieux virus qui entraîne le massacre de tout l'équipage du bateau. Le cadavre de Desfontaines est retrouvé par le médecin de bord, dernier survivant, dans l'armoire de sa cabine dont les murs sont griffonnés de hiéroglyphes inconnus.
Dans le Paris de l'an 2000, le sarcophage de la momie aux pouvoirs maléfiques refait surface après avoir été retrouvé dans une réserve pendant les travaux du Grand Louvre. La momie donne naissance à un fantôme qui provoque d'importants dysfonctionnements du système de sécurité du Louvre. Sans se douter des dangers que la momie représente, Bertrand Faussier le directeur du Louvre charge Glenda Spencer (Julie Christie), éminente égyptologue anglaise (et accessoirement son ancienne amante), de découvrir l’origine de la momie.
Parallèlement, Lisa (Sophie Marceau), une jeune femme qui vient de perdre sa grand-mère et qui habite en face du musée du Louvre rencontre Martin (Frédéric Diefenthal), un électricien dont elle commence à tomber amoureuse. Une nuit, en poursuivant un chat dans un chantier sous l'immeuble de Lisa, elle et Martin se retrouvent dans le Louvre et Lisa (qui cherchait une sortie pendant que Martin faisait diversion) tombe sur la momie : le fantôme prend alors possession de son esprit. La jeune femme se retrouve en proie à des hallucinations et a un comportement assez agressif sans comprendre qu'elle est victime du fantôme.
À la nuit tombée, Lisa (contrôlée par le fantôme) revêt le costume sombre de la momie et dérobe des amulettes dans le département d'égyptologie en toute tranquillité grâce au dysfonctionnement des caméras et alarmes du musée sans s'en souvenir le lendemain matin. Mangin le chef de la sécurité la croise une nuit, mais Lisa utilise les pouvoirs du fantôme pour lui donner une hallucination (Mangin se croit attaqué par des guêpes) et le défenestre. Le préfet de police fait alors appel à un inspecteur à la retraite ayant déjà eu affaire avec ce même fantôme dans les années 60, Verlac (Michel Serrault) qui révèle d'ailleurs son nom : Belphégor.
Malgré cela, Belphégor continue à frapper en neutralisant Simonnet, un autre gardien passionné d'égyptologie allergique aux chiens, qui s'est cru attaqué par Anubis. Entre-temps, Glenda découvre quel est le but de ce dernier : le fantôme cherche à atteindre l'au-delà dont il fut privé lors de son enterrement mais pour cela, il a besoin des amulettes égyptiennes et d'une bague sur laquelle est inscrit son véritable nom (c'est d'ailleurs grâce à cette bague que Desfontaines avait trouvé son tombeau) mais si elle parvient à s'emparer des sept amulettes qu'elle cache dans une vitrine dans la boutique de souvenirs, Belphégor ne retrouve pas la bague. De plus en plus manipulée par le fantôme, Lisa développe de fortes connaissances dans l'histoire de l'Égypte mais va même essayer d’étrangler Martin et griffonne les mêmes hiéroglyphes que dans la cabine de Desfontaines sur les murs de sa salle de bains. Inquiet, Martin décide alors de mener sa propre enquête en suivant cette dernière mais il est reçu par un comité d'accueil de plusieurs gardiens qui le tabassent en croyant qu'il s'agit du fantôme. Verlac se joint à la torture jusqu'à ce que Belphégor ne soit repérée dans la remise du Louvre. Le gardien Bob, de son vrai nom Robert Guérini, tente de lui tirer dessus mais, après une nouvelle hallucination de Belphégor, se tire une balle dans la bouche en pensant qu'on lui faisait une piqûre à la langue. 
Verlac parle de Belphégor à Martin mais il ne le prend pas au sérieux. Se rendant chez Lisa, Martin repère le hiéroglyphe inconnu et se présente à un cours d'égyptologie organisé par Glenda où il le dessine. Plus tard, lorsque Verlac lui montre les photos de la cabine de Desfontaines, Glenda reconnaît le hiéroglyphe et se demande comment Martin a pu le découvrir. Le soir, Martin suit à nouveau Lisa (après lui avoir assuré qu'elle n'était pas seule dans cette épreuve) et découvre son secret mais la jeune fille se jette du haut du toit sous ses yeux tandis que Verlac entraîne violemment Martin avec lui. Le lendemain, après avoir constaté que Lisa avait été ramenée dans son appartement par le fantôme, Verlac lui propose alors de faire en sorte que Belphégor aille au bout de sa mission car l'échec pourrait coûter la vie à Lisa tandis que le succès la sauverait. 
Néanmoins, lorsque Verlac et Martin l'observent rechercher la bague toujours sans succès, Belphégor est capturée par le GIGN car Bertrand, furieux de l'incapacité de Verlac (qu'il prenait d'ailleurs pour un fou) a décidé de se passer de lui. Tandis que Lisa se retrouve dans une cellule capitonnée, Glenda retrouve enfin la bague (qui était restée au doigt de Desfontaines lors de son enterrement) et ainsi le nom du fantôme : Neb-Mès Our Mâaw. Il ne reste plus qu'à organiser la cérémonie du passage de l'esprit de Neb-Mès au Paradis mais Bertrand refuse de faire libérer Lisa. Néanmoins, cette dernière parvient à s'évader et redevient Belphégor qui, une fois retournée au Louvre, rencontre Bertrand et s'apprête à l'attaquer avant de fuir à la suite de l'intervention de Verlac. Tout en reprenant ses esprits, Bertrand s'excuse auprès de Verlac. La cérémonie du passage peut ainsi se faire et le fantôme réintègre la momie avant de s'envoler vers l'au-delà.
Lisa (libérée de Neb-Mès) et Martin se rendent sur les toits du Louvre pour se débarrasser du costume de la momie quand soudain apparaissent les fantômes de tous les tableaux du Louvre dans le ciel. Après avoir rappelé à Lisa qu'elle ne sait pas voler, Martin lui demande si cela va lui manquer et elle répond avant de l'embrasser "Ça dépend. Tu as autre chose à me proposer ?".

## Fiche technique
- Réalisation : Jean-Paul Salomé
  - 1er assistant réalisateur : Guy Nicolas
  - 2e assistant réalisateur : Mathieu Thouvenot
- Scénario : Jean-Paul Salomé, Danièle Thompson (dialogues) et Jérôme Tonnerre d'après le roman d'Arthur Bernède
- Musique : Bruno Coulais
- Régisseur général : Francois Menny
- Régisseur adjoint : Nicolas Fagard
- Costumes : Pierre Bechir
- Photographie : Jean-François Robin
- Son : Laurent Poirier
- Maquillage : Nurith Barkan
- Direction du casting : Stéphane Foenkinos
- Script : Laurence Lemaire
- Montage : Sylvie Landra
- Production : Alain Sarde
- Producteur exécutif : Christine Gozlan
- Sociétés de production : Les Films Alain Sarde, Studiocanal, Natexis Banque Populaire Images, Studio Images 7, TF1 Films Production
- Effets visuels numériques : Studio Duboi (Paris)
- Cascades : Cyril Raffaelli
- Chef machiniste : Bernard Bregier
- Chef décoratrice : Michèle Abbé-Vannier
- Cadreur : Georges Diane
- Musiques additionnelles : Natacha Atlas
- Pays de production :  France
- Format : couleur
- Genre : fantastique
- Durée : 97 minutes
- Date de sortie : France 4 avril 2001

## Distribution
- Sophie Marceau : Lisa / Belphégor
- Frédéric Diefenthal : Martin
- Michel Serrault : Louis Verlac
- Julie Christie : Glenda Spender
- Lionel Abelanski : Simonnet
- Jean-François Balmer : Bertrand Faussier
- Francoise Lépine : Suzanne Dupré
- François Levantal : Mangin
- Jacques Martial : Félix
- Philippe Maymat : Bob
- Patachou : Geneviève "Mamie"
- Matteo Vallon : l'employé du Père-Lachaise
- Jean-Claude Bolle-Reddat : le gardien du Père-Lachaise
- Olivier Claverie : le médecin légiste
- Bela Grushka : Mme Mozovski
- Rémy Roubakha : le chef de chantier
- Christophe Veillon : le photographe du Louvre
- Jean-Christophe Herbeth : le pupitreur
- Daniel Delabesse : le patron du Corona
- Damien Eupherte : Marco
- Vincent Martin : Blanchard
- Rémy Darcy : le médecin de Lisa
- Maxime Chaput-David : le petit garçon
- Patrice Abbou : Youssef
- Pierre Aussedat : Pierre Desfontaines
- Patrick Courteix : le médecin du Sirius
- Christian Hecq : le médecin militaire
- Nicolas Rafal : le livreur de pizzas
- Frédéric Nouhaud : le technicien scanner
- Frank Amiack : le guide du Louvre des Japonais
- Laurence Colussi : le guide du Louvre des enfants
- Marie-Amélie Poisson : la vendeuse de la boutique du Louvre
- Christina Crevillén : l'institutrice
- Stefan Elbaum : le père de l'élève
- Martine Erhel : la conservatrice
- Stéphane Foenkinos : l'infirmier Cours Napoléon
- Jean-Louis Annaloro et Arnaud Riou : les ouvriers
- Laurent Bateau : le gardien du Louvre
- Féodor Atkine : Le narrateur.
- Juliette Gréco : La femme dans le cimetière (clin d'œil au feuilleton télévisé Belphégor, où elle joue le rôle de Laurence)

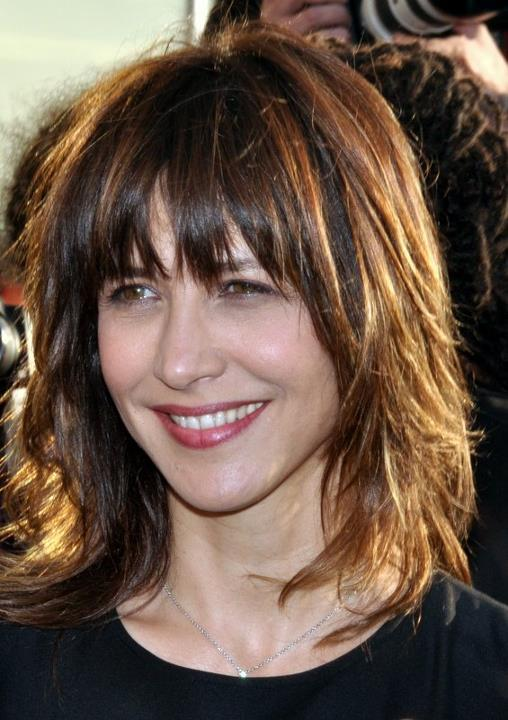
Sophie Marceau (Lisa / Belphégor).
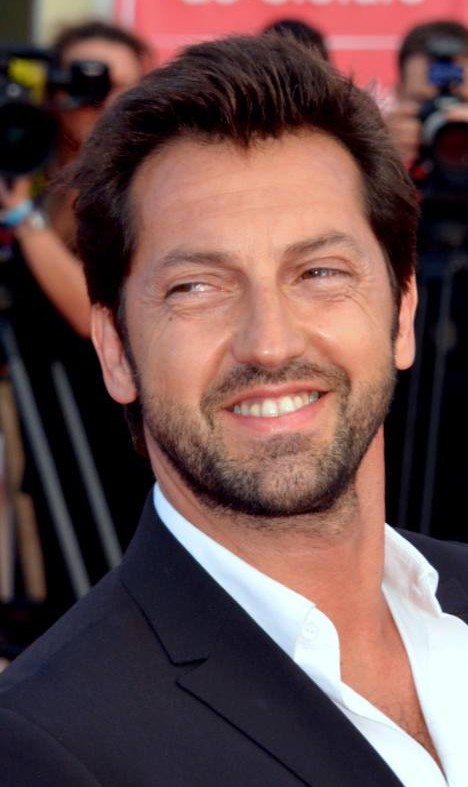
Frédéric Diefenthal (Martin).
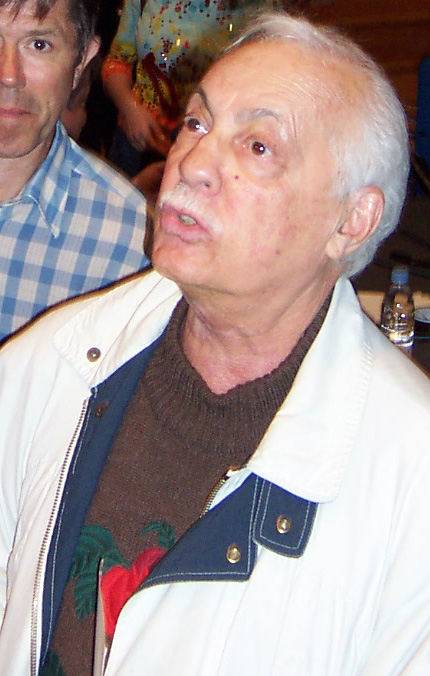
Michel Serrault (Louis Verlac).
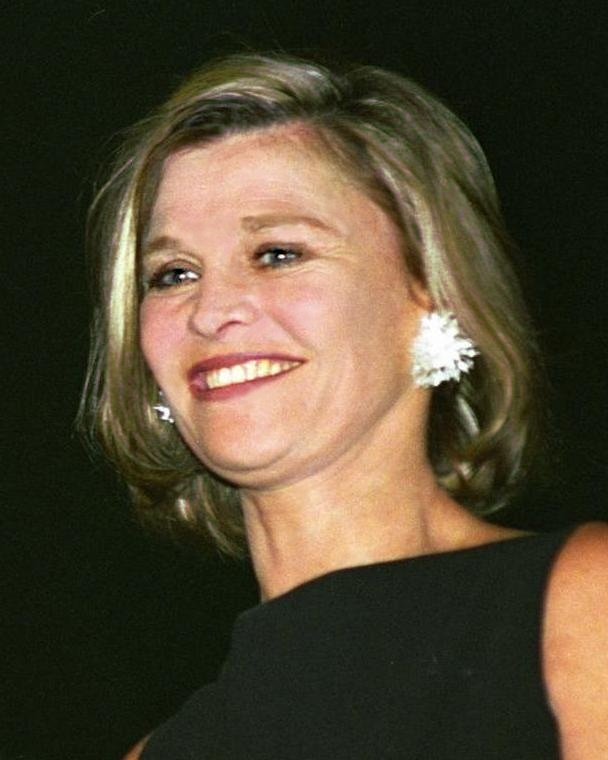
Julie Christie (Glenda Spender).

## Genèse du projet
Jean-Paul Salomé en tant que jeune téléspectateur avait été effrayé par le feuilleton de 1965. La scripte de ses films, Laurence Lemaire étant la fille de  Juliette Gréco, il évoqua avec elle le projet d'une adaptation. Salomé prit contact avec Maurice Crigny, héritier de la famille Bernède. Alain Sarde avait une option non aboutie sur le projet, bloquée par un imbroglio juridique. Salomé a alors proposé à Sarde de faire l'adaptation ensemble.
Salomé dans L'Écran fantastique explique que la question s'est posée de savoir s'il fallait replacer Belphégor à la période du roman ou durant les années 60, celles du feuilleton, on encore le transposer dans le Paris contemporain. Cette dernière option a été choisies sachant que le  musée du Louvre offrait des possibilités inédites. Selon Jérôme Tonnerre, il n'était guère évident d'adapter la série télévisée, d'autant que des problèmes de droit entravaient toute tentative. L'idée de départ fut donc de transposer le roman de 1927 dans un cadre contemporain.

## Tournage
Jean-Paul Salomé devait initialement débuter l'intrigue du film dans les années 2000, mais il a décidé au montage de modifier l'ordre de passage de la scène se déroulant en 1935 et de la présenter en prologue, afin de donner un ton dramatique avant d'aborder par la suite des scènes parodiques.
Le tournage dans le Louvre dura cinq semaines. Pour des raisons pratique, la salle d'égyptologie a été reconstituée aux studios d'Épinay-sur-Seine.

## Commentaires
Jean-Paul Salomé a décidé d'adapter au cinéma Belphégor en 2000, époque à laquelle de nombreuses séries télévisées faisaient l'objet de versions cinématographiques. En effet, la notoriété du roman d'Arthur Bernède est minime, tandis que la version tournée pour la télévision en 1965 par Claude Barma fait partie du patrimoine audiovisuel. Le feuilleton de 1965 ne reprenait que de brefs éléments du roman, et c'est un scénario original que Jérôme Tonnerre et Jean-Paul Salomé ont écrit pour le film.
Henri Desfontaines avait réalisé la version de 1927. Dans le scénario original du film de Jean-Paul Salomé, le nom du personnage de Pierre Desfontaines est un clin d'oeil au metteur en scène.
A la différence du roman et des premières adaptations de 1927 et 1965, le scénario relève du genre fantastique.
Dans le film, les souvenirs de l'affaire Belphégor qui s'est passée au Louvre dans les années soixante est une allusion au feuilleton de Claude Barma. Toutefois, cette simple évocation ne reprend aucun des éléments du scénario de Jacques Armand. 
A la différence du feuilleton de 1965, le réalisateur Jean-Paul Salomé a eu l'autorisation de tourner au Louvre.
Sophie Marceau ne connaissait pas la série de 1965 et hésitait à accepter le rôle, au point qu'Isabelle Adjani fut envisagée. Sophie Marceau accepta alors le film. En 2022, Isabelle Adjani annonça qu'elle serait la vedette d'une série télévisée reprenant le rôle de Belphégor sous la direction de Josée Dayan.
En dépit du succès au box-office, les critiques trouvèrent que le film abusait des effets spéciaux et était d'une piètre qualité.
Les critiques ont reproché au film de trop ressembler à La Momie de Stephen Sommers.

## Box-Office
- Box-Office Europe : 3 228 795 entrées[11].